# Orden del Mérito Aeronáutico (Brasil)
La Orden del Mérito Aeronáutico fue la primera decoración creada por la Fuerza Aérea Brasileña en 1943, similar a la Orden del Mérito Naval de la Armada, y la Orden del Mérito Militar del Ejército, que existía desde 1934. 

## Historia
La idea del establecimiento de la Orden del Mérito Aeronáutico nació en el Touring Club de Brasil, que presentó la sugerencia de creación a la Comisión Nacional de Conmemoración en el 30 aniversario del primer vuelo de Santos-Dumont. 
La intención era precisamente crear un reconocimiento con varios grados y tipos de aplicaciones, como la marina y el ejército. 
El proyecto de ley fue remitido al Congreso por el diputado Demétrio Xavier, y el 1 de noviembre de 1943, por el Decreto-Ley N ° 5.961, se creó el reconocimiento. Su regulación más reciente data del 4 de mayo de 2000. 
Es la distinción honorífica más alta del Comando de la Fuerza Aérea. Por esta razón, el 23 de octubre, el Día del Aviador y el Día de la Fuerza Aérea de Brasil, se considera la fecha oficial para su imposición.

## Concesión
Su objetivo es recompensar al personal militar de la Fuerza Aérea que ha prestado servicios relevantes o notables al País o que se han distinguido en el ejercicio de su profesión (distinción en el servicio por rapidez, educación, entre otros), así como reconocer los servicios prestados a la Fuerza Aérea por personalidades civiles. y militares y por organizaciones militares e instituciones civiles, brasileñas o extranjeras (pueden otorgarse por decreto presidencial). 

## Grados
Se puede otorgar en cinco grados: 
- Gran cruz
- Gran oficial
- Comendador
- Oficial
- Caballero

 Es nombrado o designado por una Comisión Permanente de Aeronáutica mediante el nombramiento de un Oficial de Brigada o Presidente de la República. 
1. ↑  Diploma da Medalha Ordem do Mérito Aeronáutico